# Nolan North
Nolan Norte (New Haven, Connecticut, 31 de octubre de 1970) es un actor de voz, cine y televisión estadounidense. Ha sido la voz de personajes como Desmond Miles en la saga de videojuegos Assassin's Creed; Remy Duvall en Mafia III, Nathan Drake en Uncharted o el Dr. Edward Richtofen (también en la versión zombi) de Call of Duty: World at War, entre otros.

## Biografía
Norte se graduó en periodismo de la Universidad de Carolina del Norte gracias a una beca de béisbol. Trabajó de periodista por casi un año en Nueva Jersey, antes de mudarse a Nueva York y perseguir sus sueños de triunfar en el stand-up comedy y la actuación. Con el tiempo, Norte se mudó a Hollywood y formó parte del elenco de la serie derivada de "Hospital general", Port Charles, donde interpretó al doctor Chris Ramsey desde la emisión del show en 1997, hasta su cancelación en 2003. En 1999, se casó la actriz Jill Murray, quien también era parte del elenco de Port Charles y tienen dos hijos. Mientras aun trabajaba en Port Charles, Norte trabajó en la industria de los videojuegos como actor de voz y después de la cancelación del programa, enfocó su carrera en esto.
En 2007, fue modelo y voz de Nathan Drake, su personaje más emblemático, para la versión en inglés del videojuego Uncharted: El tesoro de Drake. Y desde entonces, lo ha interpretado sus secuelas Uncharted 2: El reino de los ladrones (2009), Uncharted 3: La traición de Drake (2011) y Uncharted 4: El desenlace del ladrón (2016). En una entrevista para el diario inglés The Guardian, Norte reflexionó sobre su trabajo diciendo que el personaje de Nathan Drake "requiere de mucha imaginación, ya que básicamente es teatro en mallas. Además debes estar dispuesto a hacer el ridículo y reírte de ti mismo". Norte ha estado nominado dos veces por su interpretación de Drake, para los Spike Video Game Awards en la categoría "Mejor interpretación masculina para un videojuego".
En mayo de 2012, se reveló que Norte podría tener un rol en Star Trek: en la oscuridad, la cual será la secuela de la aclamada película de 2009 Star Trek. El director J.J. Abrams invitó a North al casting después de reconocerse junto a su hijo como fanáticos de la saga de videojuegos

Él (J.J. Abrams) es un gran fanático de los juegos y me decía que la gente simplemente aún no los comprende, pero que ya van a ponerse al día. Ellos (los medios) no entienden lo increíble que es esta tecnología y es por eso que no recibe el respeto que se merece, sin embargo si sigue siendo tan rentable como lo es hoy, es probable que veamos más personalidades que se atrevan. Como por ejemplo el caso de Gary Oldman, uno de los más grandes actores del planeta, quien trabajó para Call of Duty. Él no lo habría hecho hace 10 años. Es el amanecer de la nueva era y me siento muy orgulloso de ser parte de ella.

Norte también se destaca por prestar su voz para los videojuegos Prince of Persia, donde interpreta al príncipe; El pingüino en Batman: Arkham City, Shun en Ar Tonelic II: Melody of Metafalica, Vossler en Final Fantasy XII, Desmond Miles en el Assassins Creed, Eradan en El Señor de los Anillos: La Guerra del Norte, Doctor Edward Richtofen en Call of Duty: World at War y Call of Duty: Black Ops, Brawl en Transformers: War for Cybertron, Ghost Rider en Marvel: Ultimate Alliance, Demonio Sombra, Licántropo, Lone Druid, Brewmaster, Gyrocopter, Ogre Magi y el Guardián de la Luz en Dota 2, y Deadpool en Hulk Vs. y Marvel vs Capcom 3 y, recientemente, como el capitán Martin Walker en Spec Ops: The Line. Él también expresó su estado de ánimo con sus papeles Portal 2.

## Filmografía

### Animación
- The Avengers: Earth's Mightiest Heroes - Balder,[5] Jimmy Woo, Living Laser, Piledriver, Chemistro
- Ben 10 - Henchman, Adolescente
- Breadwinners - Oonski
- Back at the Barnyard - Stumpity Joe
- Black Panther - Cíclope Nightcrawler
- Blaze and the Monster Machines - Blaze
- Frederick Cooper - Frederick Cooper
- Generator Rex - Dr. Branden Moses, Guardia de Seguridad
- The Grim Adventures of Billy & Mandy Niño
- G.I. Joe: Renegades - Snow Job
- Hulk vs Thor - Deadpool
- Justice League: Crisis on Two Earths - Green Lantern, Power Ring
- MAD - Shrek, Luke Skywalker, Capitán América, Wolverine
- Robot Y Monstruos - Crikey
- Scooby-Doo! Mystery Incorporated - Brad Chiles (Joven)
- Star Wars: The Clone Wars - El-Les
- Superman vs. The Elite - Pokolistani Ambassador
- Blaze And The Monster Machines (2022) - Blaze
- The Legend of Tarzan (2001) - Scox
- TMNT (2007) - Rafael
- Transformers: Prime - Smokescreen
- Ultimate Avengers - Ant Man/Hank Pym
- Ultimate Avengers 2: Rise of the Panther - Giant Man/Hank Pym
- Tres Cerditos y un bebé - Big Bad Wolf
- The Wild -Voces Adicionales
- Wolverine and the X-Men - Cíclope, Pyro, Berzeker, Carl, Doctor
- TMNT (2012)-Kraang
- Young Justice - Superboy, Superman,[6] Zatara, Professor Ojo, Marvin White, L-6, Match, Cara de Barro
- Justice League: Crisis on Infinite Earths - Hal Jordan y AMAZO

### Películas/series
- Broken - Rob McCardel
- CSI: Miami - Ken Walker
- General Hospital - Chris Ramsey
- Invasion Of The Christmas Lights - Narrador
- JAG - Interno en la sala de emergencias
- The Last Stand - Scott Jacobs
- Modern Family - Donald Flum
- NCIS - Oficial Lou Giotti
- On the Doll - Charlie
- Port Charles - Chris Ramsey
- Pretty Little Liars - Peter Hastings
- Six Feet Under - Actor del comercial
- She Spies - Peter
- Las crónicas de Spiderwick - Varios duendes
- Ugly Betty - Invitado matutino
- Uncharted - Cameo como un hombre en hotel
- Star Trek Into Darkness - timonel del USS Vengeance
- The Shift - Brett

### Videojuegos
- 50 Cent: Bulletproof (Spinoza)
- Age of Empires III: The War Chiefs (George Armstrong Custer)
- Alpha Protocol (Steven Heck)
- The Amazing Spider-Man (Alistair Smythe, Ultimate Deadpool)
- And Then There Were None (Patrick Narracott, The Harbormaster)
- Ape Escape 3 (Dr. Tomoki)
- Area 51 (McCan)
- Army of Two: The 40th Day (Elliot Salem)
- Ar tonelico II: Melody of Metafalica (Shun)
- Assassin's Creed (Desmond Miles, Abbas)
- Assassin's Creed II
- Assassin's Creed: Brotherhood (Desmond Miles)
- Assassin's Creed: Revelations (Desmond Miles)
- Assassin's Creed III (Desmond Miles)
- Batman: Arkham City (El Pingüino, Máscara Negra)(varios prisioneros)[7]
- Call of Duty 2 (Sergeant Randall)
- Call of Duty: World at War (Dr. Edward Richtofen)
- Call of Duty: Black Ops (Dr. Edward Richtofen)
- Call of Duty: Black Ops 2 (Richtofen (voz) / Conductor del Autobús (voz) / Brutus (voz))
- Cars
- El Gato en el sombrero (Pez)
- Crash: Mind over Mutant (Doctor N. Gin)
- Crash of the Titans (Doctor N. Gin, Tiny Tiger (Versión de Nintendo DS), Dingodile voces adicionales)
- Crash Tag Team Racing (Doctor N. Gin)
- Dark Sector (Soldados, Ciudadanos)
- Dark Void (Will Grey)
- Deadpool (Deadpool)
- Destroy All Humans! Big Willy Unleashed (Trahn, Ratpoo, Corn Cob King)
- Destroy All Humans! Path of the Furon (Emperor Meningitis)
- Dota 2 (Shadow Demon, Lycanthrope, Lone Druid, Brewmaster, Gyrocopter, Ogre Magi, Troll Warlord, Earth Spirit, Keeper Of The Light, Meepo)
- Dragon Age: Origins (Voces Adicionales)
- Driver: Parallel Lines (El Mexicano)
- Destiny 1 y 2: Espectro
- Dungeons & Dragons: Dragonshard
- EverQuest II
- EverQuest II: Desert of Flames
- Evil Dead: Regeneration (Deadites #2, #3, y #4)
- Fable II (Héroe)
- Final Fantasy XII (Vossler York Azelas)
- Final Fantasy XIII (Voces Adicionales)
- Final Fantasy XIV (Varios)
- Gears of War 2 (Jace Stratton)
- God of War (Hades, Greek Soldier, Fisherman)
- GoldenEye 007
- Guild Wars (Mhenlo, Olaf, Gron, Mamp)
- Guild Wars 2 (Jugador Humano)
- Gun (voces adicionales)
- Halo 3 (Marine)
- Halo 3: ODST (Lance Corporal Kojo "Romeo" Agu)
- Halo Wars (Sargento John Forge)
- The Incredible Hulk: Ultimate Destruction (Guardia #1)
- Infamous (ciudadano)
- Infinite crisis (Atomic Green Lantern)
- Interstate '82 (Hinkley)
- Injustice: Gods Among us (General Zod)
- Keepsake (Zak)
- Lego Batman 2: DC Super Heroes (Espantapájaros, Capitán Boomerang, Hush)
- The Lord of the Rings: War in the North (Eradan)
- Lost Odyssey (Dark Acolyte)
- Lost Planet: Colonies (Joe, Narrador)
- Lost Planet: Extreme Condition (Joe, Narrador)
- MadWorld (Operator B/Master Father (Francis)/Yokozuna Daisangen)
- Mafia II (Alberto Clemente)
- Marvel vs. Capcom 3: Fate of Two Worlds (Deadpool)
- Marvel Super Hero Squad (War Machine)
- Marvel: Ultimate Alliance (Ghost Rider, Hawkeye)
- Marvel: Ultimate Alliance 2 (War Machine, Sentry, Officer Swanson)
- Maximo vs. Army of Zin (Baron, Guardia, Bandit)
- Metal Gear Solid 4: Guns of the Patriots (varias voces)[8][9]
- Naruto Shippuden: Ultimate Ninja Storm 2 (Madara Uchiha)
- Nicktoons: Attack of the Toybots (Factorybots)
- Nicktoons: Battle for Volcano Island (Crab Soldier #1, Crab Soldier #2, Crab Refugee #2)
- The Outfit The Outfit
- PlayStation All-Stars Battle Royale (Nathan Drake)
- Portal 2 (Núcleos Corruptos, Torretas Defectuosas)
- Power Rangers: Super Legends (Goldar)
- Predator: Concrete Jungle (voces adicionales)
- Prince of Persia (El Príncipe)
- Prototype (varios)
- Red Faction: Guerrilla (varios)
- Ratchet & Clank Future: A Crack in Time (Sigmund/varias voces)
- Resistance: Retribution (Roland Mallery)
- Resonance of Fate (Vashyron)[10]
- Quantum of Solace (varias voces)
- Saints Row (varias voices)
- Saints Row 2
- Saints Row IV (opción de voz "Nolan North" )
- Secret Service (Agente Peirce)
- The Saboteur (Crochet, y otras voces)
- Shadow Complex (Jason Fleming)
- Shrek SuperSlam (Quasimodo)
- Singularity (Devlin)
- Sly Cooper: Thieves in Time (El Jefe)
- Sniper: Ghost Warrior (O'Neil)
- SOCOM: U.S. Navy SEALs Combined Assault (Vandal)
- SOCOM: U.S. Navy SEALs Confrontation (Commando 2, Piloto 2)
- SOCOM 4 (Gorman)
- Spec Ops: The Line (Captain Martin Walker)
- SpongeBob's Atlantis SquarePantis (Varios Guardias de Atlantis)
- SpongeBob SquarePants: Lights, Camera, Pants! (Gill Hammerstein)
- Star Wars: The Old Republic (Jedi Consular - Hombre)
- Supreme Commander 2 (Dominic Maddox)
- SWAT 4 (SWAT Officer Tony "Subway" Girard)
- SWAT 4: The Stetchkov Syndicate (SWAT Officer Tony "Subway" Girard)
- Syndicate (Varias voces)
- Team Fortress 2 (Soldier, corto "Expiration Date") (Merasmus) (Bombinomicon) (Hermanos Mann)
- Terminator Salvation (Dobkin)
- The Last of Us (David)
- TMNT (Rafael)
- Transformers: War for Cybertron (Brawl, y otras voces)
- Transformers: Fall of Cybertron (Cliffjumper, Bruticus,y otras voces)
- Transformers la Venganza de los Caídos (Sideswipe, Voces Adicionales)
- Transformers:El Lado oscuro de la Luna (Major Reynolds, Voces Adicionales)
- Transformers Universe (Sideswipe)
- Trauma Team (CR-S01)
- Tron: Evolution (Behemoth, Sentries & Blaze)[11]
- Ty the Tasmanian Tiger 2: Bush Rescue (Karlos, Duncan, Snappy)
- Ultimate Marvel vs. Capcom 3 (Deadpool)
- Uncharted: El tesoro de Drake (Nathan Drake)
- Uncharted 2: El reino de los ladrones (Nathan Drake)
- Uncharted 3: La traición de Drake (Nathan Drake)
- Uncharted: El abismo de oro (Nathan Drake)
- Uncharted 4: El desenlace del ladrón (Nathan Drake)
- Unreal Tournament 3 (Bishop)
- Valkyria Chronicles (Musaad Mayfield)
- White Knight Chronicles: International Edition (Cyrus)
- World in Conflict (Lt. Parker)
- X-Men: Destiny (Cíclope, Padre de Arian)